# Joachim Kopper

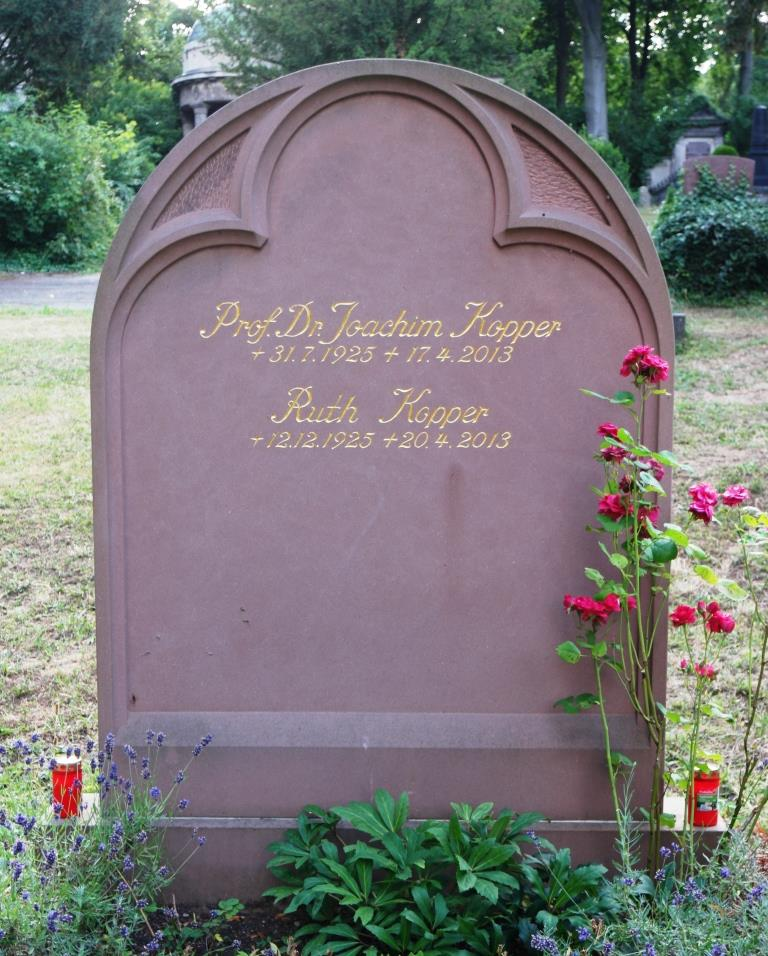
Grab Joachim Koppers auf dem Hauptfriedhof Mainz

Joachim August Robert Kopper (* 31. Juli 1925 in Saarbrücken; † 17. April 2013 in Mainz) war ein deutscher Philosoph und Hochschullehrer. Kern seines philosophischen Anliegens ist die dialektische Selbstvergewisserung des Geistes über die ihm vor-reflexiv gegebenen transzendentalen Bedingungen. In seinen immer zugleich systematisch fruchtbaren Arbeiten zur Philosophiegeschichte analysiert er die Schritte, in denen menschliche Vernunft ihre verlorene Einheit wiedergewonnen hat.
Die Rezeption hebt Koppers begriffliche Schärfe, die Stringenz der Gedankenführung und seine Fähigkeit zur originären Analyse philosophischer Texte hervor. Systematisch wird er der Mystik, der Metaphysik, Ontologie, Phänomenologie, Existenzphilosophie und Bewusstseinsphilosophie zugeordnet. Überschneidungen ergeben sich mit der Theologie und der Religionsphilosophie. Kopper gab auch kantische Schriften und Materialienbände zu Kant heraus, oft in Zusammenarbeit mit seinem Schüler und Kollegen Rudolf Malter.
Koppers Nachwirkung ist insbesondere in der Kantforschung festzustellen, die er als Autor und Mitherausgeber der Kant-Studien mitbestimmt hat. Von besonderer Bedeutung ist auch seine Einbeziehung französischer Philosophen in sein Denken und sein Beitrag zur Zusammenarbeit mit Frankreich, insbesondere zwischen den Universitäten von Mainz und Dijon.
Sein Werk, das vierzehn Einzelpublikationen und zahlreiche deutsche und französische Aufsätze umfasst, wird seit 2018 als eine auf zwölf Bände angelegte Gesamtausgabe neu herausgegeben.

## Leben
Joachim Kopper war Sohn des Oberingenieurs Hermann Kopper und dessen Ehefrau Elisabeth, geb. Tschirner. Von 1931 bis 1943 besuchte er die Volks- und Oberschule und legte am 16. März 1943 in Saarbrücken die Reifeprüfung ab. Nach dem Kriegsdienst (1943–1945) studierte er vom WS 1945 bis Sommersemester 1948 Philosophie, Deutsch und Latein in Göttingen, anschließend in Köln. 1949 wurde er in Köln bei Josef Koch und Heinz Heimsoeth mit einer Dissertation zum Thema Die Struktur der Metaphysik Maurice Blondels promoviert. 1950 legte er das erste Staatsexamen ab. 1950–1952 war er als Stipendiat der französischen Regierung Fremdsprachenassistent am Lycée Saint Louis und am Lycée Carnot in Paris. Von 1951 bis 1954 arbeitete er als Assistent Josef Quints am Philosophischen Seminar der Universität Saarbrücken, dessen Direktor Béla von Brandenstein war. 1954 wurde er dort mit einer Abhandlung über Die Metaphysik Meister Eckarts habilitiert. Bis 1965 war er als Privatdozent tätig.
Nach einer Gastprofessur an der Universität Dakar/Senegal (1965–67) war er bis 1969 ordentlicher Professor für Philosophie an der Deutschen Sporthochschule Köln und ab 1969 ordentlicher Professor für Philosophie an der Johannes Gutenberg-Universität Mainz in der Nachfolge Fritz-Joachim von Rintelens.
Von 1969 bis 1983 war er mit Gerhard Funke Herausgeber der Kant-Studien.
Ab 1987 und über die Emeritierung (1993) hinaus war er als Partnerschaftsbeauftragter der Universität Mainz für die Universität Dijon tätig.
Kopper starb 2013. Er war seit 1953 mit Ruth Johanna Kopper verheiratet und hat drei Kinder.

## Mitgliedschaften und Funktionen
- Vorsitzender des Gemeinsamen Ausschusses der geisteswissenschaftlichen Fachbereiche 11–16 und 23
- Dekan des Fachbereichs Philosophie und Pädagogik
- Direktor bzw. geschäftsführender Leiter des Philosophischen Seminars
- Dijon-Beauftragter der Universität Mainz
- Korrespondierendes Mitglied der Academie des Sciences, Arts et Belles Lettres de Dijon
- Mitherausgeber der Kant-Studien
- Vorstandsmitglied der Kant-Gesellschaft
- Präsident der Internationalen Tischrunde Mainz
- Präsident der Fakultätsgesellschaft Mainz
- Präsident des Rotary Clubs Mainz 50° Nord.

## Auszeichnungen
- Für sein Engagement in der deutsch-französischen Hochschulzusammenarbeit (Gastprofessuren in Rennes und Dijon) wurde er 1984 mit dem Doctor honoris causa der Université de Bourgogne, Dijon, ausgezeichnet.
- Seine Verdienste um die deutsch-französische Zusammenarbeit im Hochschulbereich wurden mit der Verleihung des Bundesverdienstkreuzes 1. Klasse (1993) und der Ernennung zum Officier de l’Ordre des Palmes Académiques (1996) ausgezeichnet.

## Werk

### Maurice Blondel, 1949
In seiner Dissertation konzentriert sich Kopper auf das Spätwerk Blondels. Peter Reifenberg beurteilt sie als Pionierarbeit einer vollkommen unabhängigen Denkerpersönlichkeit. Kopper versuche, das Denken Blondels aus sich selbst zu fassen. Das im Nominalismus und Positivismus gefangene und an sich selbst verzweifelnde Denken komme dialektisch im Handeln zu sich selbst, das das Noetische (Einheit, Gesetzmäßigkeit, Intelligibilität) und das Pneumatische (das Ununterscheidbare, die schlechthinnige Vielheit und Besonderung, die unwägbare Vereinzelung) verbinde. 
Das Noetische und das Pneumatische sind nur in einander und durch einander, sie sind eins, indem sie einander widerstreiten, je reicher sie sich in ihrer Gegensätzlichkeit entfalten, um so ursprünglicher sind sie geeint. Indem aber die Vernunft nur durch den Widerspruch des Noetischen und des Pneumatischen zu sich selbst kommt, kommt sie nur durch, obzwar in sich selbst schon aufgehobene, Setzungen zu sich selbst, d. h. die Vernunft versteht sich doch wieder aus gesetzten, vorgegebenen Elementen.

### Meister Eckhart, 1955
Koppers Habilitationsschrift zu Meister Eckhart orientiert sich an den Textausgaben und Forschungen von Josef Koch und Josef Quint. Kopper erörtert zunächst einleitend den Charakter der Interpretation (S. 9–28). Danach folgen drei Teile: zur Grundsituation des Denkens (S. 31–39), zum reallogischen Denken in der Einheit des Seins (S. 41–72) und zur Predigt aus der Einheit (S. 73–121). Es folgt ein Schlusswort (S. 123).
Kopper unterscheidet in der Einleitung reallogisches von dem dieses überwindenden transzendentalen Denken. Nach Auffassung der Rezension des Franziskaners Ludger Meier von 1956 wird dieses transzendentallogische Verständnis Eckharts von der Philosophie Kants ausgehend erschlossen. Eckhart habe, so Kopper, das reallogische Denken überwunden und sei so über Dionysius und Eriugena, Thomas von Aquin, Anselm, Bernhard, Wilhelm von Auvergne, Bonaventura und Dietrich von Freiberg hinausgeschritten. Meier sieht in Koppers Arbeit den Mangel, dass ein theologisches Verständnis des corpus mysticum Christi und der contemplatio infusa nicht erreicht werde, zumal Kopper die Begriffe Trinität und Erlösung, Gnade, Sünde und Rechtfertigung als Nichttheologe nur eingeschränkt beurteilen könne. Koppers Arbeit zeige damit methodische Beschränkungen, deren er sich selber bewusst sei.
James Midgley Clark sieht 1957 in der Arbeit Koppers den Verdienst, bisher unpubliziertes Material und Einsichten von Koch und Quint heranzuziehen. Die anfängliche Darstellung der kantischen Philosophie erscheint ihm jedoch vernachlässigbar. Koppers Ausgang von der Nichtigkeit des Dinglichen sei originell und zutreffend, üblich sei die Betonung des Seelenfunkens und der Gottesgeburt in der Seele. Im Weiteren kann Clark Kopper nicht mehr folgen, wenn die Erfahrung der Nichtigkeit zur Verzweiflung führen müsse, damit man „das Licht sehen“ könne. Erst das innere Elend und das Gefühl der Trennung von Gott und seiner Machtlosigkeit würden nach Koppers Interpretation zum „Umschwung“ führen. Mit einem Schritt weiter sei man, so Clark, bei einer existenzialistischen Sichtweise. Jedoch sei nicht Angst, sondern Liebe bei Eckhart die „Zugkraft zur Erlösung“. Der Mensch sei nur nichts im Vergleich zu Gott, damit aber kein einsames Wesen. Ein Missverständnis Eckharts liege auch vor, wenn Kopper aus einer frühen Quaestio Eckharts folgere, dieser setze Gott nicht primär mit dem Sein, sondern mit dem Intellekt gleich.
In seiner Rezension von 1962 sieht der Jesuit Aimée Solignac in der kurzen, aber substanziellen Untersuchung des metaphysischen Bewusstseins in der Einleitung die Vorwegnahme der weiteren Überlegungen Koppers zu Eckhart: Das reallogische Denken nehme als wissendes Wissen die Dinge in ihrer unmittelbar scheinenden Gegebenheit, das transzendentale gehe vom Grund und Modus der Gegebenheit aus und dringe so zum wahren Sein als der gemeinsamen Basis von Bewusstsein und Seiendem vor. Das Seiende stehe dabei zwischen Sein und Nichts, insofern das Seiende für sich selbst genommen, also losgelöst vom Sein, nichtig sei. Solignac sieht Kopper mit dieser Auffassung im Einflussfeld der zeitgenössischen Philosophie von Kant und Hegel bis Heidegger und Jaspers. Der nach Solignacs Meinung zu kurze erste Teil zur Grundsituation zeige, wie Eckart in allem Seienden die Nichtigkeit aufzeige. Der Mensch müsse durch die Erfahrung dieser Nichtigkeit der Dinge und seiner selbst hindurchgehen. Der philosophische Diskurs könne die ursprüngliche Einheit des Seins aber nur in Negation zum Ausdruck bringen, da sie außerhalb des Diskurses liege. Kopper begehe, so Solignac, den Fehler, Eckharts diskursives Denken den lateinischen Schriften, seine das Diskursive transzendierende Einsicht aber den deutschen Predigten zuzuordnen. Kopper selbst folge dieser Trennung im Weiteren nicht, auch wenn der zweite und dritte Teil der Untersuchung zum einen das Logisch-reelle, zum andern die Einsichten der Predigten behandeln. Solignac bescheinigt Kopper, das Denken Eckharts in ihrer Substanz recht verstanden zu haben, auch wenn die modernen Kategorien ihm nicht immer ganz angemessen scheinen. Er bemerkt kritisch, Kopper folge zu sehr Dietrich Mahnkes neoplatonischer Interpretation eines „spirituellen Kreises“ des Nous. Der Rezensent zieht im Ganzen die ihm klarer und verständlicher erscheinende Darstellung Vladimir Losskys in dessen Eckhardtstudie vor.
Fernand Van Steenberghen bemerkt 1963 im Eingang seiner Rezension, Kopper sei in wiederholten Begegnungen mit Quint mit den Geheimnissen der Philosophie Eckharts vertraut gemacht worden. Ihm seien auch die Manuskripte Kochs zugänglich gewesen. Das reallogische Denken verstehe sich von den Gegenständen der Erfahrung her, das transzendentale dagegen von ihrer beide konstituierenden Grundlage, wodurch der reallogische Ansatz erst verständlich wird. In den folgenden Teilen der Arbeit analysiere Kopper beide Ansätze, den reallogischen in den lateinischen Schriften, den transzendentalen in den Predigten. Die reallogische Untersuchung gehe eher traditionell von der Einheit des Seins angesichts der Schöpfung aus, das transzendentale vom Geheimnis des göttlichen Seins. Im Vergleich mit Plotin und besonders Thomas erscheinen Kopper nach Meinung Steenberghens die Unterschiede zu Eckharts Denken eher minimal.
Maurice de Gandillac befindet, dass der ehemalige Stipendiat der französischen Regierung seine Habilitationsschrift einem spezifisch deutschen Thema widme. Das kurze und sehr dichte Werk sei oft inspirierend (frz. suggestiv), selbst für diejenigen, die nicht alle Ansichten des Autors teilten. Im ersten Teil thematisiere die etwas zu knappe Darstellung Eckharts Verständnis der Nichtigkeit in einem, so Gandillac, „heiddegerianisierenden“ Sinne: Die Erfahrung der Nichtigkeit als solcher erhebe den Menschen über die Nichtigkeit, indem sie ihm das Sein als Grundlage offenbare, weil es im Menschen eine höhere Macht gebe, die Gott in seinem eigenen und nackten Sein empfange. In diesem Verständnis findet Gandillac als zentrales Thema Koppers eine Theopathie, die seiner Meinung nach der der dionysischen mystischen Theologie näher steht als Was ist die Philosophie?
Im zweiten Teil stehe laut Kopper „die Gegenwart der Einheit des Seins“ im Mittelpunkt. Ohne Galvano Della Volpe zu erwähnen, zeige er die Entwicklung des eckhartschen Vokabulars auf. Den „Grund“ setze Eckhart zunächst mit dem Intellekt, dann mit dem Leben und schließlich mit dem Sein gleich. Das Seiende dagegen wird als Bereich der Vielheit und der Ohnmacht gesehen. Gandillac erwähnt die Ennéaden und Émile Bréhiers und Olivier Lacombes Annäherung Plotins an die Lehre der Veden.

### Die Dialektik der Gemeinschaft, 1960
Kopper denkt für den Rezensenten Henning Kößler „konsequent und ohne jeden Kommentar in der Sprache und mit den philosophischen Mitteln einer dialektischen Geist-Metaphysik,“ die sich ohne interpretatorische Vermittlung und Berücksichtigung sekundärer Forschungsmeinungen wie selbstverständlich in der Begrifflichkeit Hegels entwickelt. Dabei verstehe Kopper die behandelten Texte von Kant, Hegel, Schleiermacher, Kierkegaard und Marx „besser“, als deren Autoren sie selbst verstanden haben, da er sie von der Selbstverständigung des Geistes im Selbstbewusstsein selbst her versteht. 
Es liegt auf der Hand, dass man an jene Texte so nur herantreten kann, wenn man schon weiß, dass der Mensch wesentlich Geist ist, als solcher schon immer aus der universalen Gemeinschaft des Geistes lebt und sich selbst deshalb auch ausdrücklich so zu verstehen hat, wenn er in seinem Wesen sein und es nicht selbst verraten will, kurz: wenn man diese ganze Metaphysik des Geistes und des Menschen schon mitbringt, um dann nur nachzusehen, ob sie sich - in welchem Gewände und welcher Verkleidung immer - nicht auch in den geschichtlichen Texten wiederfinden lässt. (Kößler, S. 143)
 Voraussetzung und Ergebnis dieses Denkens werden an den historischen Beispielen nur expliziert, da diese verschiedene Stufen des Selbstverstehens des Geistes darstellen, die zu durchschreiten sind, um die schrittweise Selbstoffenbarung der Vernunft in ihrer menschlichen Dialektik nachzuvollziehen.
Konkretes über die endliche Selbstbefreiung des Geistes und des Menschen erfährt der Leser nach Darstellung Kößlers nicht. Die Aussagen Koppers über das weltliche Dasein, das das Fürsichgelten der Einzelheit schließlich nicht mehr kenne, sondern sein besonderes und vereinzeltes Sicherfahren ihm nichts als das Erscheinen der ungeteilten Gemeinschaft der Menschen sei, dass sein Leben sich in seiner sinnlichen Wirklichkeit aus dem Herabkommen des Reiches Gottes auf Erden erfülle, hält der Rezensent für „mystische Chiffren,“ die für den Nichtmystiker nicht „lesbar“ seien.
Klaus Hartmann hält es für bemerkenswert, dass Kopper Geist und Gemeinschaft identifiziere und so die Spannung zwischen individuellem Geist, geistiger Gemeinschaft und absolutem Geist nivelliert scheine. Die Opposition von individuellem Geist und individuellem Geist sei, so Hartmann ein Letztes, nicht nur ein zu überwindendes Gekettetsein an die Sinnlichkeit oder ein zu überholendes zufälliges Sich-Begegnen in der Welt. Dieses Faktische, in dem der Mensch steckt - seine Einzelheit und sein weltliches Gegenüber würden Kopper jedoch als Defekt des Geistes gelten. Nur umgekehrt vom Geist her solle für Kopper Faktizität sein dürfen. Im Sichverstehen aus dieser Einheit würde sich der Status des Faktischen zur Versinnlichung des Geistes wandeln. Hartmann hält dies für eine Unterschätzung der Faktizität, die keine Hypostase, sondern nur ein „commercium“ mit der Welt und dem Anderen ermögliche.

### Reflexion und Raisonnement, 1962
Die These der Untersuchung Koppers zum ontologischen Gottesbeweis formuliert Fernand Brunner in seiner Rezension von 1966 wie folgt: 
Im Laufe der Geschichte verinnerlicht sich die Argumentation, mit der sich das Absolute selbst setzt, immer mehr und identifiziert sich schließlich mit dem Bewusstsein, das der Mensch in der sinnlich wahrnehmbaren Welt von sich selbst gewinnt.
Brunner findet Koppers Darstellung ebenso originell wie paradox: Das tiefste Verständnis des Gottesbeweises finde Kopper nicht bei Anselm, sondern bei Sartre. Kopper unterscheide drei Verständnisweisen: die von Anselm und Thomas, weiter die von Eckhart, Calvin, Descartes, Spinoza und Leibniz, zuletzt die Kants, des deutschen Idealismus und Sartres.
Der Jesuit Simon Decloux stellt in seiner Besprechung 1967 dar, Kopper zeige in den Momenten der Geschichte des Denkens auf, wie die Gesamtheit der Wirklichkeit schrittweise in das Absolute selbst integriere und sich und in diesem Absoluten als Begriff erkenne. Rationaler Kern des Gottesbeweises sei die Reflexion der Vernunft, das Zusichselbstkommen des Absoluten, die äußere Form des Beweises betrachtet Kopper als Raisonnement des Verstandes. Während bei Anselm Gott von den Dingen noch völlig getrennt erscheine, würden diese bei Leibniz zur Erscheinung des Begriffs. Bei Kant werde dann die sinnliche Welt der Erscheinung in das Absolute selbst aufgenommen.

### Einführung in die Philosophie der Aufklärung, 1979
Koppers Einführung setzt sich in den Vorbemerkungen das Ziel, Grundgedanken Kants und Humes zu behandeln. Die Monografie hat vier Kapitel. Im ersten klärt Kopper Bedeutung und Position der Philosophie der Aufklärung, indem er zunächst das richtungsweisende Verständnis Hegels analysiert, das auf Kants Bestimmung der Aufklärung fußt. Danach stellt er das originäre Selbstverständnis als Herausgehen aus der Bevormundung und öffentliches Denken ohne doktrinales Bestimmtsein dar, wodurch die metaphysische Denkhaltung überwunden wird. Er vergleicht das aufklärerische Denken mit der zugrundeliegenden Metaphysik des Cogito, sieht in ihm eine Überwindung des Skeptizismus und zieht Verbindungen zur Französischen Revolution. Im zweiten Teil steht die Struktur der theoretischen Philosophie im Zentrum. Der dritte Teil behandelt den dogmatischen Rest im Denken der Aufklärung, der vierte die skeptische Methode. Der Schluss hebt das Anfälligsein des aufgeklärten Denkens hervor: Die Kritik der reinen Vernunft, in der der das Selbstbewusstsein sich transzendental versteht, sei zugleich der Punkt des höchsten Anfälligseins für eine dogmatische Verkehrung ihrer selbst.
Jaak Vandenbulcke stellt in seiner Rezension von 1981 heraus, dass Kopper die Aufklärung nicht als Doktrin fasse, sondern als Denkstil. Dieser sei Ausdruck eines unbedingten frei urteilenden Denkens, das sich grundlegend vom vorausgehenden bevormundenden und behauptenden Denken unterscheide. Einführend sei die Darstellung im Sinne einer Beschränkung auf die theoretische Philosophie Humes und Kants. Schon Hume habe gesehen, dass das behauptende, entweder dogmatische oder skeptische Denken, nicht bei sich selbst sei. Hume suchte in der Erfahrung die Begegnung mit der Wirklichkeit. Kant habe in der Kritik der reinen Vernunft, in der transzendentalen Ästhetik und Analytik, zunächst wieder versucht, das Wesen der Geistes behauptend zu bestimmen. In der transzendentalen Dialektik habe er jedoch diese Ansprüche relativiert. Das Grundprinzip der kantischen Analytik „die Bedingungen der Möglichkeit der Erfahrung sind zugleich die Bedingungen der Möglichkeit der Gegenstände der Erfahrung“ stehe im Gegensatz zum Denken in Kategorien. Eigentliches Ergebnis der Vernunftkritik sei der regulative Gebrauch der Ideen.

### Immanuel Kant
Die Auseinandersetzung mit der Transzendentalphilosophie Kants und deren Einordnung in einen ebenso historisch wie systematisch zu verstehenden Prozess der Selbstvergewisserung des Denkens bildete einen besonderen Schwerpunkt von Koppers Forschungen. Seine Analysen umfassen den Gang des abendländischen Denkens von der Aporetik Zenons über das metaphysische Denken Anselms von Canterburys und Thomas von Aquins, Meister Eckarts, Leibniz', über den Skeptizismus Descartes', Berkeleys und Humes zur Transzendentalphilosophie Kants, die Weiterentwicklung des transzendentalen Anliegens im deutschen Idealismus, Kierkegaard und Heidegger und zahlreiche Analysen zur französischen Philosophie im 20. Jahrhundert (unter anderen besonders Sartre, Jankelevitch und Bachelard).
Kopper entwickelt eine Philosophie des Selbstbewusstseins, die metaphysische und ontologische Fragestellungen auf das Grundproblem der Selbstvergewisserung des Denkens zurückführt. Das Grundproblem des Denkens besteht nicht darin, dass das Begreifen an einem ganz andersartigen, anschaulich gegebenen Material stattfinden muss, sondern das Material, das dem Begreifen vorausgesetzt ist, ist selbst von der Art des Wissens, wenngleich es als solches Wissen nicht unmittelbar Begriff sein kann. Das Denken Koppers zielt nun darauf ab, die historische Entwicklung des Denkens als einen Prozess zu verstehen, der sich aus der dem Begreifenkönnen selbst innewohnenden Nötigung zum Bestimmen ergibt.
Aus der Reflexion auf das Begreifenkönnen geht hervor, dass raumzeitlich strukturierte Erkenntnis „objektiv“ gültig ist, in der objektiven Bestimmung aber prinzipiell nicht zum Abschluss kommen kann. Das Selbstbewusstsein gelangt durch Erfahrung zum Wissen einer Ordnung im Nach- und Außereinander, das es als strukturierte Anschauung wahrnimmt. In der Erfahrung können die einzelnen Inhalte das Gesamt des Wissens, durch das sie ermöglicht werden, nicht zum Ausdruck bringen. Dass das Ganze des Wissens in die bestimmte Anschauung eingeht bzw. eingegangen ist, zeigt sich daran, dass uns die Dinge ausgedehnt gegenwärtig sind. Am gegenwärtigen Objekt können wir jedoch den Grund seines Bestimmtseins nicht anschauen. So geht unserer als strukturiert erfahrenen Anschauung etwas voraus, das nicht bestimmt werden kann, obwohl es Bestimmung ermöglicht.
Das Werk Joachim Koppers befasst sich systematisch und historisch damit, das dem Begreifen vorausliegende Geschehen zur Darstellung zu bringen. Die Methode ergibt sich in der Reflexion auf das Begreifenkönnen als des Prinzips der Erzeugung des Wissens im Ausgedehnten. Er wendet diese Methode historisch, in der Durchdringung des philosophischen Denkens von Zeno bis Kant und darüber hinaus an, und stellt die historische Entwicklung als den Prozess des Zusichkommens des denkenden Selbstbewusstseins dar. Grundmomente des historischen Prozesses sind:
- die Offenheit des Wissens der Reflexion als eines solchen, das sich in der bestimmten Anschauung nicht erreichen kann, in den Zenonischen Aporien.
- die Verstellung dieser Offenheit in einem Denken, das den ersten Akt der Reflexion in den Zenonischen Aporien, nämlich die bestimmte Anschauung, durch die dogmatische Behauptung des Kontinuums als dasjenige setzt, woran sich das Denken halten müsse, ohne den zweiten Akt der Reflexion weiter zu verfolgen: das Sichverfolgen des Denkens in seinem Begreifenkönnen.
- Die dogmatische Fixierung der Anschauung führt zur Entfaltung des metaphysischen Denkens von Aristoteles bis zum Skeptizismus. Im Skeptizismus des Descartes und der englischen Empiriker löst sich das Fürsichgelten des anschaulich gegebenen Objekts auf, indem die Strukturen von Raum und Zeit, unter denen es bestimmt ist, in die Reflexion hineingenommen werden.
- Das transzendentale Denken der Kritik der reinen Vernunft ist der Versuch, das Weltverstehen aus dem Prinzip des Begreifenkönnens vorstellig zu machen. Die Anschauung scheint bei Kant wieder dogmatisch vorausgesetzt zu sein, wie sie es der Zeit nach auch tatsächlich ist. In seinen Analysen hat sich Joachim Kopper zu zeigen bemüht, dass Kants transzendentale Lehre Darstellung eines durch die Doktrin nicht explizierbaren Wissens ist: die doktrinale Darstellung kann sich nur auf diejenige Begrifflichkeit stützen, die aus dem Wissen des Bestimmten hervorgeht, das Geschehen des Bestimmens aber, das vor aller Zeit- und Räumlichkeit liegt, kann durch die in die Vielheit gebundene Begrifflichkeit grundsätzlich nicht erfasst werden. Das eigentliche Resultat der Kritik der reinen Vernunft ist daher nach Kopper die prinzipielle Aussagelosigkeit des Seins als eines solchen, das sowohl die Erfahrungserkenntnis als gesicherte Erkenntnis als auch die grundsätzliche Bedürftigkeit des menschlichen Wissens, das sich als Erfahrung nicht vervollständigen kann, bedingt. Trotz der Aussagelosigkeit geht aus der Einkehr des Denkens in das Prinzip des Begreifenkönnens ein neues Sichverstehen des Menschen hervor, das von dem Sichverstehen, das sich am vorausgesetzten Dasein der Dinge in Raum und Zeit orientiert, völlig verschieden ist.

### Spätwerk
In seinem Spätwerk bemüht sich Joachim Kopper, in der Bescheidung, die dem sich aus dem Begreifenkönnen verstehenden Wissen auferlegt sein muss, doch zur Darstellung dieser prinzipiellen Nötigung zur Bescheidung und im Innestehen in der Bescheidung doch zur Mitteilung zu kommen.

## Buchveröffentlichungen

### Monografien
Die Liste der Monografien folgt einer Bibliografie Rudolf Malters.
- Die Struktur der Metaphysik Maurice Blondels. Diss. [masch.] Köln 1949.
- Die Metaphysik Meister Eckharts. West-Ost-Verlag, Saarbrücken 1955.
- Die Dialektik der Gemeinschaft. Klostermann, Frankfurt am Main, 1960.
- Transzendentales und dialektisches Denken. In: Kantstudien-Ergänzungshefte Nr. 80, Kölner Universitäts-Verlag, Köln 1961.
- Reflexion und Raisonnement im ontologischen Gottesbeweis. Kölner Universitäts-Verlag, Köln 1962.
- Reflexion und Determination. De Gruyter, Berlin 1976. [Kantstudien-Ergänzungshefte Nr. 108]. Neudruck s. Punkt 14.
- Einführung in die Philosophie der Aufklärung. Die theoretischen Grundlagen. Wissenschaftliche Buchgesellschaft, Darmstadt 1979. Anmerkungen bearbeitet von Rudolf Malter, Auswahlbibliografie zusammengestellt von Rudolf Malter. ISBN 3-534-07712-1.
- Ethik der Aufklärung. Wissenschaftliche Buchgesellschaft, Darmstadt 1983.
- Die Stellung der Kritik der reinen Vernunft in der neueren Philosophie. Wissenschaftliche Buchgesellschaft, Darmstadt 1984.
- Das transzendentale Denken des Deutschen Idealismus. Wissenschaftliche Buchgesellschaft, Darmstadt 1989.
- Kurze Betrachtung der Entwicklung des europäischen Denkens von Descartes bis Kant. Peter Lang, Frankfurt am Main u. a. 1997.
- Die Struktur der Metaphysik Maurice Blondels. Hrsg. von Stephan Grätzel und Joachim Heil, mit einem Vorwort von Peter Reifenberg. London: Turnshare, 2006. [Neudruck der Dissertation von 1949]
- Das Unbezügliche als Offenbarsein. Besinnung auf das philosophische Denken. Frankfurt am Main u. a.: Peter Lang, 2004. 2. Auflage 2009.
- Einbildungskraft, Glaube und ontologischer Gottesbeweis. Die Gottesfrage in philosophischer Besinnung. (Enthält die beiden Werke: Einbildungskraft und Glaube – Die Einheit des jüdischen und des christlichen Denkens [Erstveröffentlichung] sowie Reflexion und Raisonnement im ontologischen Gottesbeweis [überarbeiteter Neudruck der Ausgabe von 1962.]) Freiburg: Verlag Karl Alber, 1. Aufl. 2012.

### Aufsätze

#### Französisch
Diese Aufsätze sind in der Gesamtausgabe, Band 2, enthalten
- La conscience d’autrui chez Sartre et Husserl. In: Bulletin de Liaison de la Société Africaine de Philosophie, Nr. 4, Faculté des Lettres et Sciences Humaines, Dakar 1967.
- Les différentes formes de la compréhension de la beauté chez Kant. In: Revue de Métaphysique et de Morale, Presses Universitaires de France, Paris 1973, Nr. 1, S. 32.
- Le dépassement de la philosophie abstraite chez Kierkegaard. In: Obliques. Kierkegaard. Sous la direction de Jean Brun. Édition Borderie, Paris 1981, S. 63–73.
- Quelques Remarques sur le problème des jugements synthétiques a priori et sur le „Canon de la raison pure“. In: Les Études Philosophiques, Presses Universitaires de France, Paris 1981, Nr. 4, S. 445–455.
- La signification de Kant pour la Philosophie française. In: Archives de philosophie. Beauchesne, Paris, 1981, Nr. 44, S. 63–83.
- La guerre dans la philosophie de Kant. In: Cahiers de Philosophie politique et juridique, Presses Universitaires de Caen, Caen 1986, Nr. 10, S. 201–208.
- Kant et l’histoire de la philosophie. In: Une philosophie du seuil. Hommage à Jean Brun. Vorwort von Georges Canguilhem. Editons Universitaires de Dijon, Dijon 1987, S. 259–276.
- Béatitude et temps dans la pensée de Maurice Blondel. Une réflexion historique. In: Journée Maurice Blondel: Colloque Dijon – Mayence 30 avril 1988. Editions Universitaires de Dijon, Dijon 1989, S. 11–21.
- La connaissance objective chez Maurice Blondel. In: Maurice Blondel. Une dramatique de la modernité. Sous la direction de Dominique Folscheid. Actes de Colloque d’Aix-en-Provence, März 1989. Paris 1990, S. 92–100.
- Quelques remarques sur la composition de la Dialectique de la faculté de juger téléologique. In: Revue Internationale de Philosophie, Université libre de Bruxelles, Bruxelles, Nr. 44, 1990, S. 604–620.
- Quelques remarques sur la doctrine du mal chez Kant. In: Les Études Philosophiques, Presses Universitaires de France, Paris, 1990, Nr. 1, S. 13–19.
- L’homme, être social et historique, sous le regard du philosophe: Hegel et Marx. In: Le texte et l’idée, Nr. 6, 1991, S. 49–59.
- Raison et révélation: Lavater et Mendelssohn. In: Images de l’homme au XVIIIe siècle. Esthétique, littérature, philosophie. Sous la direction de Jean-Marie Paul. Presses universitaires de Nancy, Nancy 1992, S. 249–253.
- Lorsque la philosophie peint en gris sur du gris: le pessimisme de Hegel. In: Le Pessimisme idée féconde, idée dangereuse. Presses universitaires de Nancy, Nancy 1992, S. 79–84.
- La Révolution française selon Kant : le spectateur et l’événement. In : La philosophie et la Révolution française. Sous la direction de Bernard Bourgeois et Jacques D’Hondt. Librairie J. Vrin, Paris 1993, S. 269–275. 321
- Loi de la volonté propre et loi de Dieu. In: Saint Bernard et la philosophie. Sous la direction de Rémi Brague. Presses Universitaires de France, Paris 1993, S. 153–164.
- La philosophie de L’Action (Blondel, 1893) et la foi religieuse pure (Kant, 1793). In: Recherches blondéliennes. Sous la direction de Jean Ferrari. Editions Universitaires de Dijon, Dijon 1994, S. 69–76.
- La „Jerusalem“ de Mendelssohn et la „religion“ de Kant. In: L’année 1793. Kant. Sur la politique et la religion. Sous la direction de Jean Ferrari. Actes du 1er Congrès de la Société d’Études Kantiennes de Langue Française (Dijon, 13.–15. Mai 1993). Librairie J. Vrin, Paris 1995, S. 43–50.
- Luther et la réforme vus par Fichte. In: Martin Luther. Images, appropriations, relectures. Sous la direction de M. Samuel-Scheyder. Nancy 1995, S. 57–62.
- Eloge de Jean Brun. In: Mémoires de l’Académie de Dijon. Band 135, 1995/1996, S. 91–94.
- Le sensible comme valeur. In: Valeurs et Absolu. Actes du colloque international de Philosophie. Tunis 1996, S. 91–98.
- Entendement commun, idéalisme critique et anthropologie. In: L’Année 1798. Kant sur l’anthropologie. Sous la direction de Jean Ferrari. Librairie J. Vrin, Paris 1997, S. 73–80.
- La pensée baroque chez Leibniz et chez le vieux Fichte. In: Images modernes et contemporaines de l’homme baroque. Sous la direction de Jean-Marie Paul. Nancy 1997, S. 127–132.
- Luther et la guerre. In: Le texte et l’idée 14/15. (Presses universitaires de Nancy) 1999/2000, S. 241–248.
- Certitude et espace. In: Une philosophie cosmopolite. Hommage à Jean Ferrari. Sous la direction de Maryvonne Perrot et Jean-Jacques Wunenburger. Editions Universitaires de Dijon, Dijon 2001, S. 117–121.
- La symbiose entre la philosophie et la religion selon M. Blondel. In: Mythe et philosophie. Les traditions bibliques. Sous la direction de Christian Berner et Jean-Jacques Wunenburger. Presses Universitaires de France, Paris 2002, S. 53–57.
- L’immatérialisme de Berkeley et l’idéalisme transcendantal de Kant. In: Les sources de la philosophie kantienne aux XVIIe et XVIIIe siècles. Sous la direction de Robert Theis et Lukas K. Sosoe. Librairie J. Vrin, Paris 2005, S. 31–35.
- L’interrogation „Qui suis-je?“ dans la pensée de Jean Brun. In: Jean Brun: La Vérité et le Chemin. Sous la direction de Maryvonne Perrot. Dijon 2006, S. 53–63.
- La substance dans la crise. Unveröffentlichtes Manuskript von 1997, aus dem Nachlass. In: Philosopher sans frontières. Articles français. Herausgegeben und eingeleitet von Lutz Baumann, Margit Ruffing und Margit Kopper, S. 309–318.

Gesamtausgabe (posthum)
Gesamtausgabe der Werke Joachim Koppers in zwölf Bänden, herausgegeben von Lutz Baumann, Stephan Grätzel, Peter Reifenberg, Margit Ruffing und Margit Kopper. Wissenschaftliche Buchgesellschaft.
- Band 1: Sechs Vorträge. WBG, 2018, ISBN 978-3-534-40003-4.
  - Joseph Ratzinger – Benedikt XVI.: Jesus von Nazareth
  - Meister Eckhart: Alle crêatûren sint ein lûter niht
  - Die unsichtbare Kirche nach Kant
  - Meditation des Christlichen in der Philosophie
  - Spinoza und Kant
  - Leben – Sünde. Gesetz – Freiheit
- Band 2: Philosopher sans frontières - Articles français. WBG, 2019, ISBN 978-3-534-40048-5.

## Editionen und Quellensammlungen
- Joachim Kopper (Hrsg.): Kritik der praktischen Vernunft. Philipp Reclam, 1986, ISBN 3-15-001111-6.
- Zweihundert Jahre Kritik der reinen Vernunft. Gerstenberg, 1981, ISBN 3-8067-0889-4. (Beiträge deutsch / englisch / französisch)
- Mit Rudolf Malter: Immanuel Kant zu ehren. Suhrkamp, 1974, ISBN 3-518-07661-2.
- Mit Rudolf Malter: Materialien zu Kants Kritik der reinen Vernunft. Suhrkamp, 1980, ISBN 3-518-07658-2.